# Ferrari Dino P
Ferrari Dino 166 P/206 S är en sportvagn, tillverkad av den italienska biltillverkaren Ferrari mellan 1965 och 1967.

## Dino 166 P
Dino 166 P presenterades 1965. Den var avsedd att tävla som prototyp i sportvagnsracingens mindre klasser, som länge dominerats av Porsche. Bilen var närmast en nedskalad version av 330 P och motorn hämtades från Ferraris samtida formel 1-bil.
Bilen fanns även i en tvålitersversion, kallad 206 P.

## Dino 206 S
1966 tillkom 206 S. Bilen var avsedd för sportvagnsklassen, där FIA krävde att minst 50 exemplar tillverkades. Ferrari kom inte upp i den siffran och modellen fick tävla i prototypklassen, där den aldrig var riktigt konkurrenskraftig.
En av tävlingsbilarna fick kaross från Pininfarina och visades på Bilsalongen i Paris 1965 som Dino 206 GT Speciale. Två år senare gick bilen i produktion som Ferraris första sportbil med mittmotor.

## Tekniska data
| Tekniska data               | 166 P                                                                 | 206 S                                                                 |
| --------------------------- | --------------------------------------------------------------------- | --------------------------------------------------------------------- |
| Motor:                      | Mittmonterad 65° 6-cylindrig V-motor                                  | Mittmonterad 65° 6-cylindrig V-motor                                  |
| Cylindervolym:              | 1593 cm³                                                              | 1987 cm³                                                              |
| Borrning x slaglängd:       | 77,0 x 57,0 mm                                                        | 86,0 x 57,0 mm                                                        |
| Kompression:                | 9,8:1                                                                 | 12,5:1                                                                |
| Max effekt vid varvtal:     | 175 hk vid 9 000 v/min                                                | 218 hk vid 8 800 v/min                                                |
| Ventilstyrning:             | Dubbla överliggande kamaxlar per cylinderrad, 2 ventiler per cylinder | Dubbla överliggande kamaxlar per cylinderrad, 2 ventiler per cylinder |
| Förgasare:                  | 3 Weber 40 DCN/2                                                      | 3 Weber 40 DCN/2                                                      |
| Växellåda:                  | 5-växlad manuell                                                      | 5-växlad manuell                                                      |
| Hjulupphängning fram & bak: | Dubbla tvärlänkar, skruvfjädrar                                       | Dubbla tvärlänkar, skruvfjädrar                                       |
| Bromsar:                    | Hydrauliska skivbromsar                                               | Hydrauliska skivbromsar                                               |
| Chassi & kaross:            | Fackverksram av stål med aluminiumkaross                              | Fackverksram av stål med aluminiumkaross                              |
| Hjulbas:                    | 228 cm                                                                | 228 cm                                                                |
| Torrvikt:                   | 590 kg                                                                | 530 kg                                                                |
| Toppfart:                   |                                                                       | 240 km/h                                                              |

## Tävlingsresultat

### Sportvagnsracing

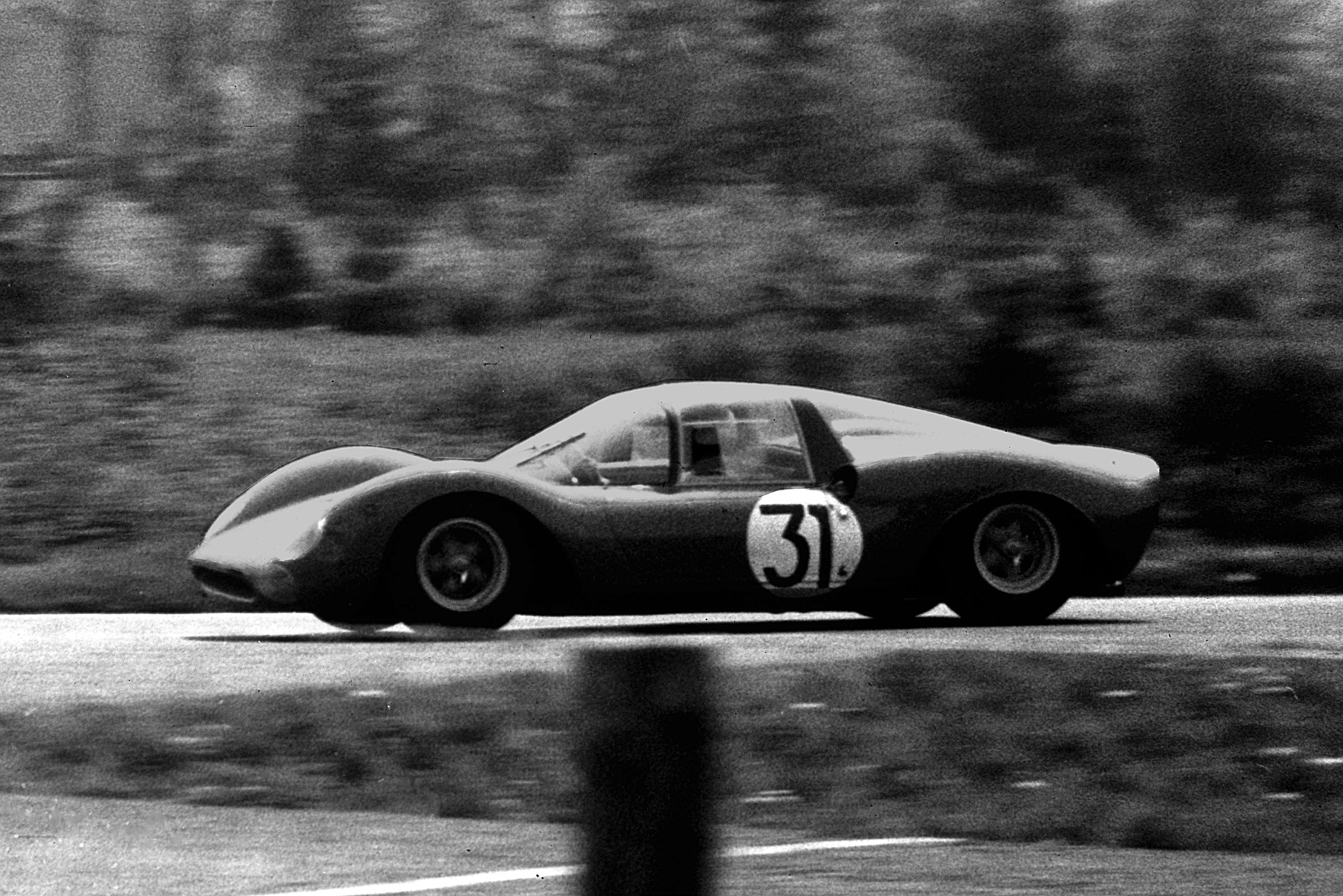
Lorenzo Bandini i en Dino 166 P vid Nürburgring 1000 km 1965.

Bästa resultatet för 166 P under 1965 blev en andraplats i klassen och en fjärdeplats totalt vid Nürburgring 1000 km för Lorenzo Bandini och Nino Vaccarella.
Under 1966 tog Jean Guichet och Giancarlo Baghetti en andraplats totalt vid Targa Florio med en 206 S. På Nürburgring kom Ludovico Scarfiotti och Lorenzo Bandini tvåa, före Pedro Rodríguez och Richie Ginther på tredje plats.
Sista framgången för modellen kom 1968, då Charlie Kolb och Riccardo Rodriguez tog en klasseger på Watkins Glen med en 206 S.

### Backtävlingar
Backtävlingar var mycket populära i Centraleuropa, med ett eget Europamästerskap, sanktionerat av FIA. 1965 blev Ludovico Scarfiotti europamästare i en 206 P.

## Tillverkning
| Modell     | Antal |
| ---------- | ----- |
| Dino 166 P | 1     |
| Dino 206 S | 18    |